# Віщун
Віщу́н (віщун, відун; жін. — віщунка; церк.-слов. вѣщокъ) — мудрець, пророк. Слово часто виступало синонімом волхва, що має схоже походження.

## Етимологія
Староукраїнське вѣщокъ походить від вѣщий (пророчий) і має відповідники в багатьох слов'янських мовах: укр. віщий,  рос. вещий, біл. вешчы, пол. wieszcz, чеськ. věští, словац. vestec, болг. вешт, словен. véšč від праслов'янського *věstjь (věstjo; мудрий) від *věděti (знати).
Староукраїнське вѣщокъ (старопольське wieszczek) в джерелах XVI-XVIII іноді позначало знахаря, але здебільшого вказувало на віщуна, провісника, провидця. Також широко представлені паронімічні пари:
- вѣщанїє (проповідь, повчання) — вѣщєнє, вѣщованє, вѣщованїє (віщування, пророцтво, чаклування)
- вѣщатєль (вісник, провісник) — вѣщок (віщун, провісник, провидець; знахар)
- вѣщати (говорити, оповідати; заповідати) — вѣщовати (віщувати, пророкувати).

Також в джерелах наявні споріднені слова: вѣщба, вѣщєба (віщування, пророцтво, чаклування); вѣщая нєвѣста (ворожка); вѣщка (старопольське wieszczka; віщунка, пророчиця), вѣщокъ звѣздный/вѣщшь звъздъ (віщун, астролог).
Зараз віщун/віщунка вважаються застарілими, проте збереглися в південно-західному говорі української мови і степових говірках: віщун (знахар), віщунья (знахарка.)

## Функції віщунів
Віщуни асоціюються з волхвами, тому крім передбачення майбутнього їм початково приписувалася здатність ворожити, переконливо говорити, лікувати, обов'язок приносити жертви. Але «відання» розумілося більш широко, як корисне знання, дане божеством, тобто не всі віщуни були волхвами.